# سیارک ۱۹۵۲
سیارک ۱۹۵۲ (به انگلیسی: 1952 Hesburgh، نامگذاری:1951JC) هزار و نهصد و پنجاه و دومین سیارک کشف شده‌است که در ۳ مه ۱۹۵۱ کشف شد.
قدر مطلق سیارک برابر ۱۰٫۳۲ است.